# 高明区现代有轨电车示范线
高明区现代有轨电车示范线，是佛山市高明区的第一条有轨电车线路，亦是世界首条商用氢能源有轨电车线路。
线路的首期工程于2019年12月30日开通，连接沧江路和智湖，总投资额10.7亿元。2024年8月6日起，线路因设备检修暂停运营。

## 历史
2017年2月27日，高明区现代有轨电车示范线首期工程开工。
2019年9月24日，公布票价。11月12日，高明有轨电车开始试运行；11月29日，高明氢能源有轨电车举行上线仪式。
2019年12月17日，通过初期运营评审。2019年12月30日，正式开通运营，当时的班次为15分钟/班。
2020年1月23日，因2019冠狀病毒病疫情，高明有轨电车开启体温检测工作。同年2月2日，高明有轨电车暂停运营。同年5月28日，高明有轨电车全线恢复运营，但班次暂时变更为周一至周五50分钟/班，周六、日25分钟/班；后调整为全天50分钟/班。
2023年1月1日，高明有轨电车转由业主高明现代轨道交通公司运营；且因客流减少，运营方大幅削减班次，运营时间调整为工作日7:00-8:00、17:00-18:00，节假日7:00-9:00、17:00-19:00，于智湖站始发，行车间隔约1小时。此后，运营方多次根据实际客流小幅增加了班次。
2024年8月6日起，高明有轨电车将进行设备检修，期间全线暂停运营。

## 设施

### 车站

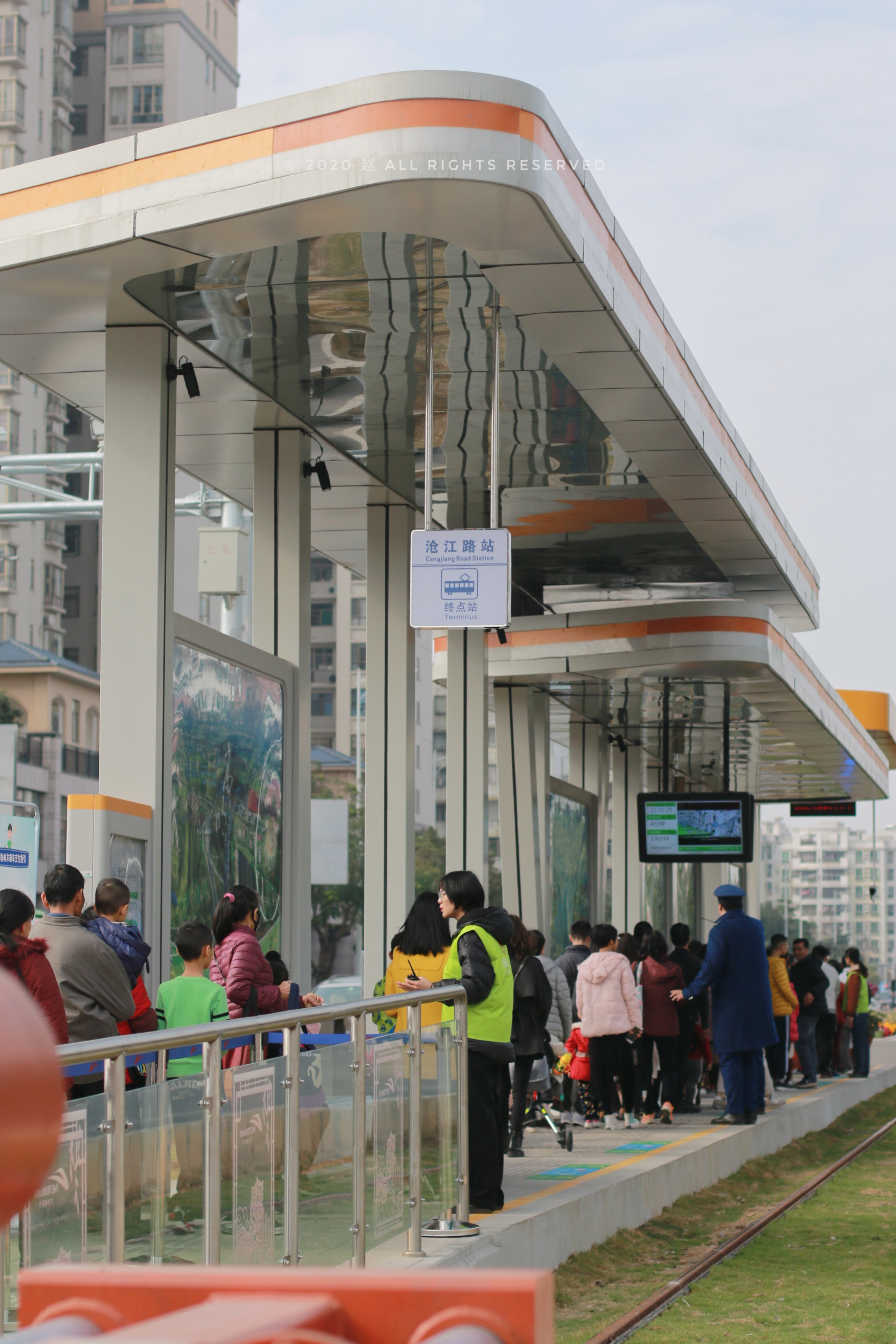
乘客在沧江路站候车

高明区现代有轨电车示范线始于中山路沧江路口旁的沧江路站，终到有轨电车智湖停车场旁的智湖站。
全线沿中山路和荷富路行进，总长约6.57km，共设有10座车站。
| 高明区现代有轨电车示范线 |          |                            |                                    |          |                |
| 車站編號                 | 站名     | 所在位置                   | 车站形式                           | 换乘路线 | 啟用時間       |
| TGM104                   | 沧江路   | 中山路沧江路口旁           | 地面纵向分离侧式站台               | 无       | 2019年12月30日 |
| TGM105                   | 跃华路   | 中山路、荷富路、跃华路口旁 | 地面纵向分离侧式站台               | 无       | 2019年12月30日 |
| TGM106                   | 怡乐路   | 荷富路怡乐路口旁           | 地面岛式站台                       | 无       | 2019年12月30日 |
| TGM107                   | 荷城     | 荷富路与西江水廊交汇处     | 地面横向分离岛式站台               | 2号线    | 2019年12月30日 |
| TGM108                   | 文化中心 | 荷富路，区文化中心西侧     | 地面横向分离岛式站台               | 无       | 2019年12月30日 |
| TGM109                   | 明湖公园 | 荷富路明湖公园西侧         | 地面横向分离岛式站台，配套人行天桥 | 无       | 2019年12月30日 |
| TGM110                   | 新江路   | 荷富路新江路口旁           | 地面横向分离岛式站台               | 无       | 2019年12月30日 |
| TGM111                   | 体育中心 | 荷富路，区体育中心西侧     | 地面横向分离岛式站台               | 无       | 2019年12月30日 |
| TGM112                   | 阮埇     | 荷富路阮埇村东南方         | 地面横向分离岛式站台，配套人行天桥 | 无       | 2019年12月30日 |
| TGM113                   | 智湖     | 荷富路智湖停车场旁         | 地面岛式站台，配套人行天桥         | 无       | 2019年12月30日 |

### 车辆

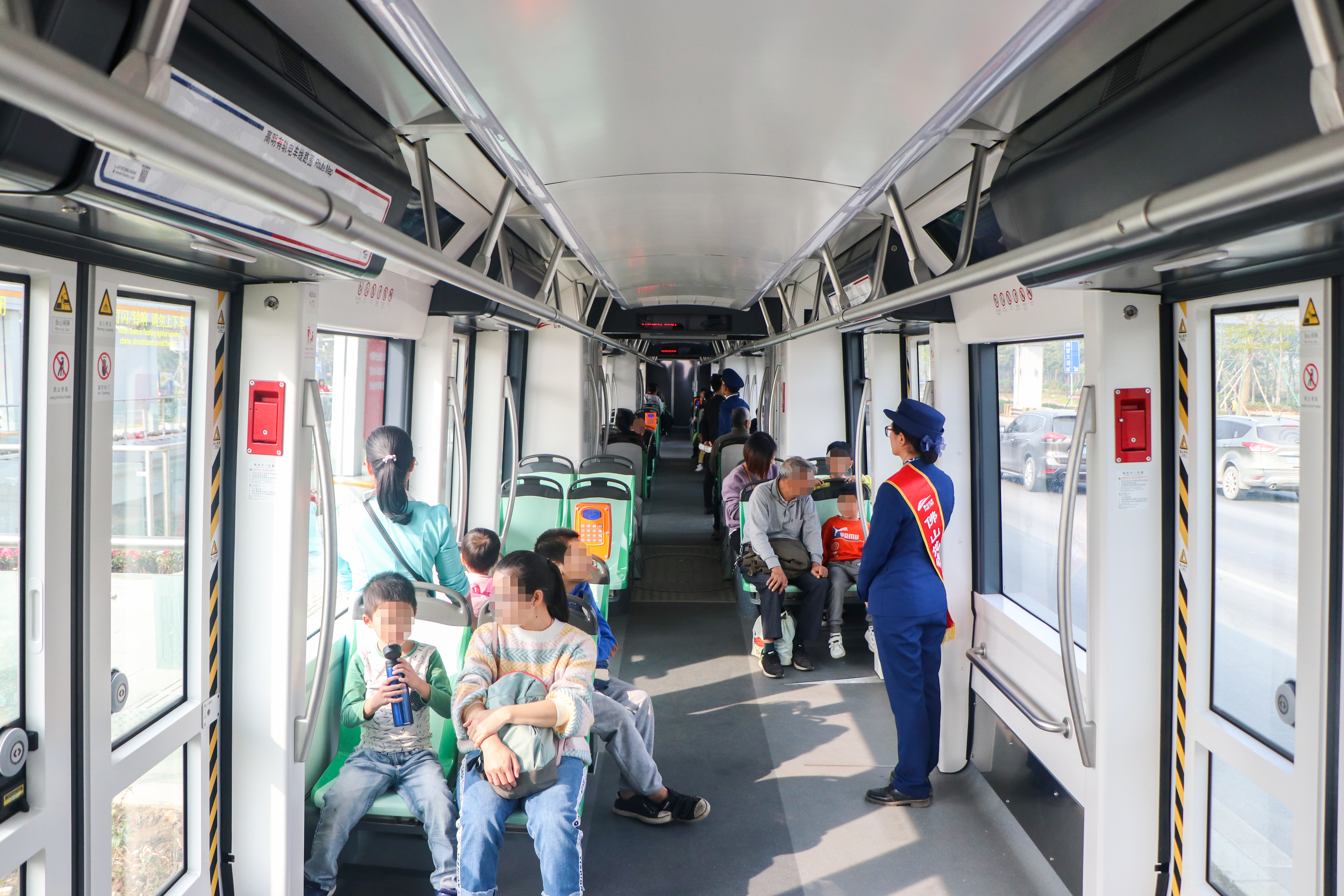
车辆内部

高明区现代有轨电车示范线使用的列车由佛山中车四方轨道车辆有限公司生产，是世界上首款投入商业运营的氢能源有轨电车。列车为100%低地板、铰接式有轨电车，采用2.5M+0.5T编组（Mc1-M1-TMc2，对应GM1A0X-GM1B0X-GM1C0X），制造商型号为SFY06。列车设有60个座位，车厢内部宽敞，每列最多可载客270人。
列车由巴拉德动力系统制FCveloCity-SFHD-200型200 kW大功率氢燃料电池堆和北京北交新能科技制大容量钛酸锂电池协同供能，实现无接触网状态下的长距离运行。具体而言，氢燃料电池堆安装在GM1B0X单元，由六个140L的储氢瓶供能，加注一次氢气可持续行驶80~100km；钛酸锂电池安装在GM1A0X单元，用以弥补氢燃料电池输出功率受限的不足，提高氢燃料的能量利用率。
列车采用铰接式转向架以及先进的全独立轮轮边永磁直驱驱动系统。具体而言，每列车共有四台转向架，其中位于GM1B0X单元前后的两台为铰接式转向架；四台转向架中的三台为不设车轴的动力转向架，每台动力转向架搭载四台安装于轮边的永磁同步牵引电机。
列车的牵引及辅助系统由株洲中车时代电气提供，具有高集成度、小型化、轻量化的特点，并采用全新的能量分配及功率匹配控制策略，实现整车能量链上氢能的最优利用。具体而言，牵引逆变器在GM1A0X单元安装两台、在GM1C0X单元安装一台，每台牵引逆变器搭配一台水冷装置；牵引逆变器的型式为 t Power-TN8 (UR3/JP1)，额定输出电流4×3AC 110A，冷却方式为水冷+强迫风冷；水冷装置的型式为 t Power-HL3，水冷散热功率20kW；辅助逆变器在GM1C0X单元安装一台，型式为 t Power-AA23，额定输出容量20kVA，内置高频软开关和DC 24V·10kW的充电机。
2024年，港铁公司租用了一列高明有轨的列车，用于研究在香港轻铁网络使用氢能列车运行的可行性。相关列车于该年6月抵港，建安站附近亦专门兴建了低地台站台车站。该列车已完成测试并在同年12月20日送回佛山。

### 停车场
目前高明区现代有轨电车设有智湖停车场，同时停车场设有加氢站供电车加氢。

## 运营

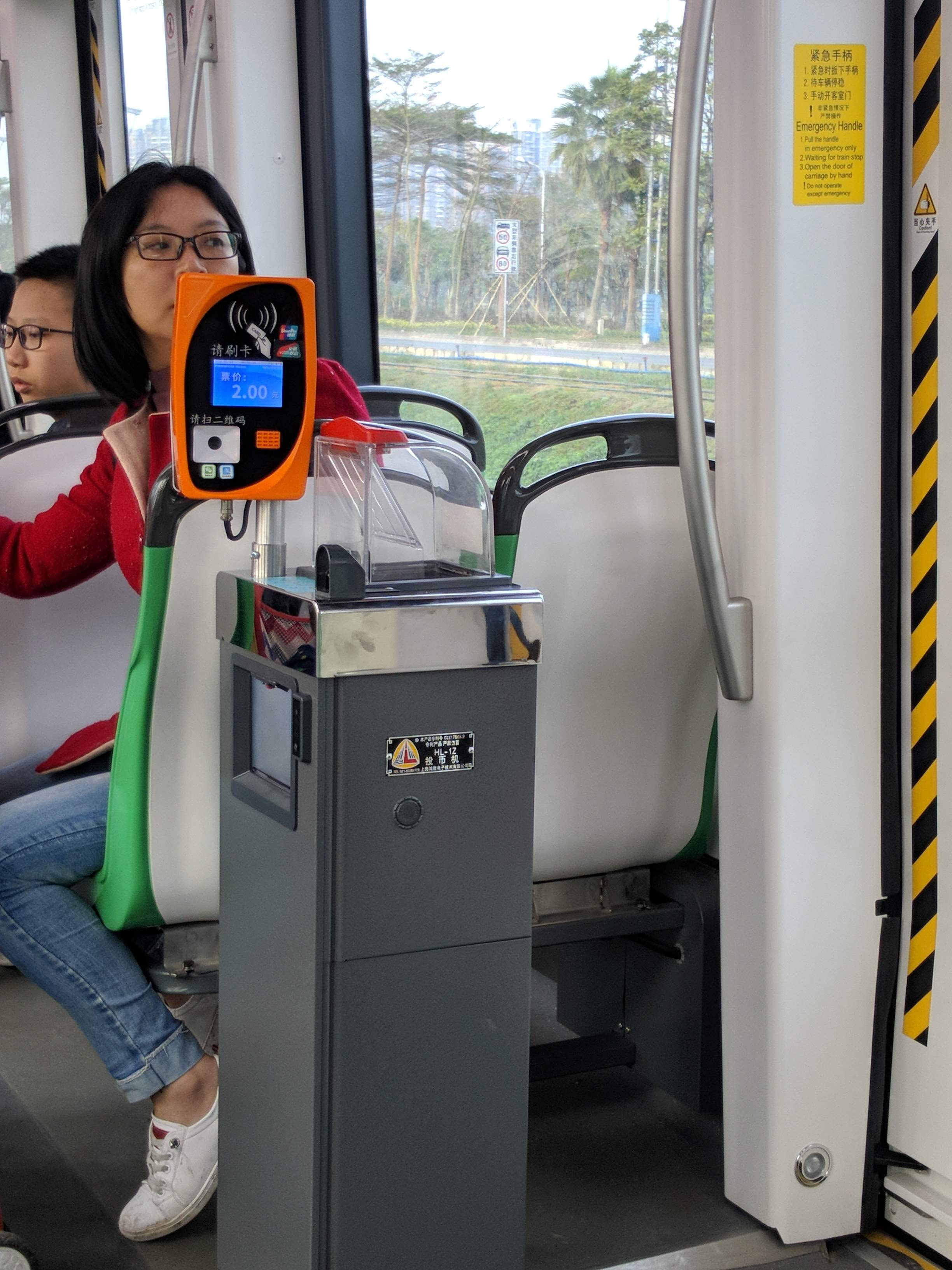
车厢内的自助支付刷卡处

### 服务时间
高明有轨电车在停运前采用如下的运营安排：
| 日期   | 沧江路始发时间   | 智湖始发时间 | 行车间隔  |
| ------ | ---------------- | ------------ | --------- |
| 工作日 | 6:55、7:20、8:30 | 6:55、8:00   | /         |
| 工作日 | 17:05-20:05      | 16:35-19:30  | 25-35分钟 |
| 节假日 | 7:30-9:30        | 7:00-9:00    | 60分钟    |
| 节假日 | 16:30-20:35      | 16:00-20:05  | 25-35分钟 |

### 票价
高明区现代有轨电车示范线全程票价不論距離一律2元，采用“上车后支付”的自助支付方式，使用广佛通（岭南通卡）可享受9.5折优惠，亦可使用纸币、微信乘车卡、支付宝乘车码或支持交通联合的交通卡支付费用。

## 事故
- 2019年12月4日，由于负责人行道指示灯的施工单位安装设备不规范，导致设备局部超出限界，一列有轨电车空载测试经过荷富路新江路口时，列车轮盖局部被轻微划花[27]。

## 争议
在珠海决定拆除市内的有轨电车后，投资8.38亿元但客量稀少的高明有轨电车亦受到关注。2016环评中，线路预计的近期日均客流量为2万人次。但因线路不连接人流密集区且与公交线路重复，实际客流表现远不及预期。高明区交通运输局曾在2021年12月回复网友质疑时称，该线受疫情影响仅两列电车投入服务，且行车间隔大幅调整至25分钟甚至更长；2020年全年运营客流总量为27.53万人次，日平均客流量为1,101人次；2021年的客流量进一步减少，日均客流量仅为578人次。且由于客流量不足，原计划的二期线路已被搁置。此外，该条线路2020年开通以来，连续多年被列入高明区交通运输局的重点项目，总投入的财政补贴将近3.5亿元，2023年的经费更占高明区交通运输局全年支出预算比重的72.02%。
受客流不断下降的影响，业主高明现代轨道交通公司于2023年1月接管该线运营权，并将线路发班进一步减少至每天仅4-6班，以降低运营成本。此举引发市民不满和媒体关注。《南方都市报》记者在3月中旬多次搭乘该线，发现全程客流最多只有16人，最少更是只有2人，且各中途站均无人上车。该报随后推出一系列专题报道，对该线的经济和社会效益提出质疑。3月24日，高明区交通运输局组织座谈会，明确该线“作为示范线，主要作用是轨道交通装备制造业、氢能源产业的展示，兼具西江产业新城观光及新老城区交通接驳功能”，首次承认其“不作为常规通勤线路设计”；同时公布该线2023年财政预算达1.45亿元人民币，当中运营补贴占12%。当局亦指该线吸引了一批氢能产业项目落户高明，并称将拓展线路的旅游观光功能，扩大运营收益。但该座谈会没有邀请最先报道的南都记者参加，当局在会上也没说明线路未来的具体规划和改善方案，受当地居民期待的二期规划亦未被提及。此外，有氢能相关企业高管在2024年表示，高明区氢能产业总投资仅约几十亿元，尚未形成规模；而在临近的南海区，氢能企业和机构超150家，氢能总投资额已超600亿元。
2024年8月5日，高明轨道公司以对设备检修为由，宣布全线自次日起暂停运营。公司回应记者采访时称线路进入维修期需要检修，但未有具体时间表，同时表示线路暂停运营不会影响市民出行。高明区交通运输局亦表示不清楚线路检修所需时间，及是否会重新运营或停运拆除。